# Damian Kalbarczyk
Damian Szczepan Kalbarczyk (ur. 1 stycznia 1950 w Mierzwiączce) – polski publicysta, związany z pismem Res Publica, twórca programu telewizyjnego Obserwator, pierwszy dyrektor Instytutu Adama Mickiewicza.

## Życiorys
Jest absolwentem Wydziału Chemii Uniwersytetu Warszawskiego. Od 1976 uczestniczył w seminarium poświęconemu historii idei, które prowadził Jerzy Jedlicki, w 1979 został członkiem redakcji nowo powstałego, wydawanego poza cenzurą pisma Res Publica, był zastępcą redaktora naczelnego Marcina Króla. W tym czasie został także stypendystą Towarzystwa Kursów Naukowych. Pod pseudonimem Paweł Bodnar wydał w 1980 poza cenzurą wybór pism Tomáša Masaryka, a w 1981 oficjalnie wybór Wskrzesić Polskę, zbawić świat. Antologia polskiej chrześcijańskiej myśli społeczno-radykalnej 1831-1864. Od 13 grudnia 1981 do 23 grudnia 1982 był internowany.
W latach 80. był członkiem redakcji miesięcznika Znak. Był członkiem działającej w latach 1983-1984 Grupy Publicystów Politycznych, która z pozycji konserwatywnych poszukiwała możliwego kompromisu z partią rządzącą w imię interesu państwowego jako wartości nadrzędnej. W jej ramach ogłosił tekst Opozycja jako "sumienie państwowe". W 1984 został członkiem Klubu Myśli Politycznej „Dziekania” założonego przez Stanisława Stommę. w 1986 wydał w obiegu oficjalnym tom Rzeczpospolita przyjaciół. Wybór pism społecznych i politycznych Edwarda Abramowskiego. W latach 1987–1992 był członkiem redakcji reaktywowanego pisma Res Publica, w 1992 wszedł w skład zespołu redakcyjnego (poza ścisłą redakcją) pisma Res Publica Nowa.
Od września 1990 kierował w Telewizji Polskiej programem informacyjnym Obserwator, w zamierzeniu alternatywnym wobec Wiadomości. Po zawieszeniu w lutym 1991 programu jako krytycznego wobec prezydenta Lecha Wałęsy odszedł z TVP i został redaktorem naczelnym dziennika Obserwator Codzienny, który ukazywał się do maja 1992. W kolejnych latach był m.in. jednym z szefów Inforadia (przed rozpoczęciem nadawania przez tę rozgłośnię), szefem działu politycznego Sztandaru, szefem działu kulturalnego Życia, w latach 2000–2002 dyrektorem Instytutu Adama Mickiewicza.
W kolejnych latach został inwestorem na rynkach kapitałowych. Jest wiceprezesem powstałej w 2011 Fundacji Jerzego Turowicza.